# Лемвердер
Лемвердер (нім. Lemwerder) — сільська громада в Німеччині, розташована в землі Нижня Саксонія. Входить до складу району Везермарш.
Площа — 36,38 км2. Населення становить 7047 ос. (станом на 31 грудня 2021).